# Haradanahalli Doddegowda Deve Gowda
Haradanahalli Doddegowda Deve Gowda (in hindi हरदनहल्ली डोडेगौडा देवगौडा; Haradanahalli, 18 maggio 1933) è un politico indiano.
È stato primo ministro dell'India dal giugno 1996 all'aprile 1997. Per circa un mese, nel giugno 1996, ha anche assunto il ruolo di ministro dell'interno.
Dal dicembre 1994 al maggio 1996 è stato primo ministro del Karnataka.